# Шипино (Ленинградская область)
Шипино — деревня в Осьминском сельском поселении Лужского района Ленинградской области.

## История
Впервые упоминается в писцовых книгах Шелонской пятины 1571 года, как деревня Шипина — 4 обжи в Дремяцком погосте Новгородского уезда.
Как деревня Шипинка она обозначена на карте Санкт-Петербургской губернии 1792 года А. М. Вильбрехта.
Как деревня Щипино упоминается на карте Санкт-Петербургской губернии Ф. Ф. Шуберта 1834 года.

ШИПИНА — деревня, принадлежит: маркшейдеру Шульгину, число жителей по ревизии: 36 м. п., 36 ж. п.

Ораниенбаумскому дворцовому правлению, число жителей по ревизии: 4 м. п., 4 ж. п. (1838 год)

Как деревня Щипино она отмечена на карте профессора С. С. Куторги 1852 года.

ШИПИНА — деревня господина Шульгина, по просёлочной дороге, число дворов — 14, число душ — 38 м. п. (1856 год)

Согласно X-ой ревизии 1857 года деревня состояла из четырёх частей:

1-я часть: число жителей — 42 м. п., 66 ж. п. (из них дворовых людей — 10 м. п., 20 ж. п.)
 
2-я часть: число жителей — 3 м. п., 2 ж. п.
 
3-я часть: число жителей — 9 м. п., 5 ж. п.
 
4-я часть: число жителей — 6 м. п., ? ж. п.

ШИПИНО — деревня владельческая Дворцового ведомства и мещан при реке Обнове, число дворов — 16, число жителей: 43 м. п., 64 ж. п.; Часовня православная. (1862 год)

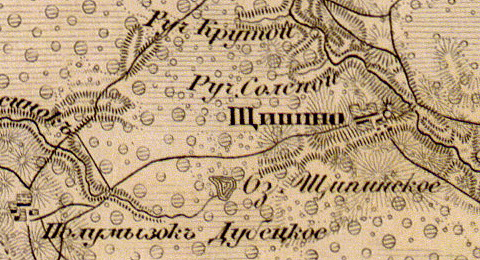
Деревня Шипино на карте 1863 года

Согласно карте из «Исторического атласа Санкт-Петербургской Губернии» 1863 года деревня называлась Щипино.
В 1866—1867 годах временнообязанные крестьяне деревни выкупили свои земельные наделы у Е. А. Шульгиной и стали собственниками земли.
Согласно подворной описи Шипинского общества Красногорской волости 1882 года, деревня состояла из четырёх частей:
 
1) бывшее имение Шульгиной, домов — 25, душевых наделов — 32, семей — 15, число жителей — 45 м. п., 39 ж. п.; разряд крестьян — собственники.
  
2) бывшее имение великой княгини Елены Павловны, домов — 3, душевых наделов — нет, семей — 2, число жителей — 7 м. п., 5 ж. п.; разряд крестьян — водворённые на собственной земле.
 
3) домов — 2, душевых наделов — нет, семей — 1, число жителей — 3 м. п., 3 ж. п.; разряд крестьян — водворённые на собственной земле.
  
4) Озерки (Шипино), бывшее имение Глотовой, домов — 3, душевых наделов — 7, семей — 2, число жителей — 5 м. п., 7 ж. п.; разряд крестьян — собственники.
Согласно материалам по статистике народного хозяйства Лужского уезда 1891 года, одно из имений при селении Шипино площадью 1775 десятин принадлежало дворянам А. и П. Ларионовым, имение было приобретено в 1880 году за 16 000 рублей; второе имение, площадью 240 десятин, принадлежало купцу С. Т. Кудряшову, имение было приобретено в 1874 году за 1000 рублей. Кроме того, пустошь Шипино, площадью 74 десятины, принадлежала крестьянину Гдовского уезда Петру Кузьмину с восемью товарищами.
В XIX — начале XX века деревня административно относилась к Красногорской волости 2-го земского участка 1-го стана Лужского уезда Санкт-Петербургской губернии.
По данным «Памятных книжек Санкт-Петербургской губернии» за 1900 и 1905 годы деревня Шипино входила в Шипинское сельское общество. Землями деревни Шипино владели: 
- крестьянин Иван Андреевич Андреев — 146 десятин
- крестьянин Родион Андреевич Андреев с товарищами — 230 десятин
- крестьянин Демид Васильев с товарищами — 105 десятин
- крестьянин Лупп Антипович Горянкин — 1767 десятин
- крестьянин Афанасий Екимов — 1910 десятин
- крестьяне Пётр Кузьмин и Григорий Ступин с товарищами — 75 десятин
- крестьянин Ян Яковлевич Таз с товарищами — 92 десятины
- дворяне Виктор и Герман Алексеевичи Тягельские — 142 десятины[14][15].

С 1917 по 1919 год деревня Шипино входила в состав Шипинского сельсовета Красногорской волости Лужского уезда.
С 1920 года, в составе Хилокского сельсовета.
С 1923 года, в составе Осьминской волости Кингисеппского уезда.
С 1927 года, в составе Осьминского района.
С 1928 года, вновь в составе Шипинского сельсовета. В 1928 году население деревни Шипино составляло 226 человек.
По данным 1933 года деревня Шипино являлась административным центром Шипинского сельсовета Осьминского района, в который входили 4 населённых пункта: деревни Новый Хилок, Старый Хилок, Шипино и посёлок Озерки, общей численностью населения 486 человек.
По данным 1936 года в состав Шипинского сельсовета входили 4 населённых пункта, 107 хозяйств и 2 колхоза.
C 1 августа 1941 года по 31 января 1944 года деревня находилась в оккупации.
В 1958 году население деревни Шипино составляло 86 человек.
С 1959 года, в составе Осьминского сельсовета.
С 1961 года, в составе Сланцевского района.
С 1963 года, в составе Лужского района.
По данным 1966, 1973 и 1990 годов деревня Шипино входила в состав Осьминского сельсовета Лужского района.
В 1997 году в деревне Шипино Осьминской волости проживали 17 человек, в 2002 году — 16 человек (русские — 81 %).
В 2007 году в деревне Шипино Осьминского СП проживали 8 человек.

## География
Деревня расположена в северо-западной части района на автодороге 41К-670 (подъезд к дер. Шипино).
Расстояние до административного центра поселения — 17 км.
Расстояние до ближайшей железнодорожной станции Молосковицы — 58 км.
Деревня находится на левом берегу реки Обнова.

## Демография
| 1838 | 1862 | 1928 | 1958 | 1997 | 2007 | 2010 |
| ---- | ---- | ---- | ---- | ---- | ---- | ---- |
| 80   | ↗107 | ↗226 | ↘86  | ↘17  | ↘8   | ↗11  |
| 2017 |      |      |      |      |      |      |
| →11  |      |      |      |      |      |      |

## Достопримечательности
Деревянная часовня во имя святого преподобного Наума, постройки XIX века, руинирована.

## Улицы
Луговая, Песочная.